# Wilhelmy-lemez-módszer

Felületi feszültség mérése a Wilhelmy-lemez módszerrel. Kékkel a vizsgált folyadék (liquid), fehérrel a belemerített lemez látható.
Az ábrán a lemezre lefelé húzó, pirossal jelölt F kapilláris erő nagyságára igaz:, vagyis arányos a lemez nedvesített kerületével, az illeszkedési szög koszinuszával és a felületi feszültséggel, ami az erő mérésével meghatározható.

A Wilhelmy-lemez egy téglalap alakú, vékony síklap, amelyet az egyensúlyi felületi vagy határfelületi feszültség mérésére használnak a levegő-folyadék vagy a folyadék-folyadék határfelületen. A Wilhelmy-módszer alkalmazásakor ezt a lemezt a határfelületre merőlegesre állítjuk és megmérjük a rá ható erőt. A Ludwig Wilhelmy által kifejlesztett módszert széles körben alkalmazzák a Langmuir-filmek készítésénél.

## Részletes leírás
A Wilhelmy-lemez egy vékony lemez, amelynek területe általában csak néhány négyzetcentiméter. A lemez anyaga gyakran szűrőpapír, üveg vagy platina, felülete, a teljes nedvesítés érdekében általában érdesített. A mérés eredménye (a mért levegő-folyadék felületi feszültség értéke) nem függ a lemez anyagától, ha azt nedvesíti a folyadék. A lemezt alaposan megtisztítjuk, és vékony fémhuzallal a mérleghez rögzítjük. A nedvesedés következtében a lemezre ható erőt tenziométerrel vagy mikromérleggel mérik, és a felületi feszültség ({\displaystyle \gamma }) meghatározására használják, a Wilhelmy-egyenlet segítségével:
{\displaystyle \gamma ={\frac {F}{l\cos(\theta )}}}
ahol {\displaystyle l} a nedvesített kerület ({\displaystyle 2w+2d}), {\displaystyle w} a lemez szélessége, {\displaystyle d} a lemez vastagsága, és {\displaystyle \theta } a folyadék és a lemez illeszkedési szöge. A gyakorlatban ezt a szöget ritkán mérik; ehelyett vagy ismert és általánosan elfogadott értékeket használnak, vagy teljes nedvesítést ({\displaystyle \theta =0}) feltételeznek.
Általában a felületi feszültség nagy érzékenységgel mérhető nagyon vékony, (0,1mm - 0,002mm vastagságú) lemezekkel. A készüléket tiszta folyadékokkal, például vízzel és etanollal hitelesítik. A felhajtóerő minimálisra csökkenthető vékony lemez használatával, amelynek a lehető legrövidebb részét merítik a folyadékba, minimalizálva ezzel a bemerített térfogatot.
Ha maximális pontosságra törekszünk, figyelembe kell venni a fentebb említett, minimalizált de mégis jelen levő hatásokat. A lemezre ható erő:
{\textstyle F=F_{g}-F_{b}+2(w+d)\gamma cos(\theta )}
Ahol {\displaystyle F_{g}} a lemez súlya, {\displaystyle F_{b}} a lemezre a folyadékban ható felhajtóerő, {\displaystyle w} a lemez szélessége, {\displaystyle d} a lemez vastagsága, {\displaystyle \gamma } a folyadék-levegő felületi feszültsége, {\displaystyle \theta } pedig a folyadék illeszkedési szöge.
A mérőrendszer kalibrálását (hitelesítését) gyakran tiszta vízbe merített platinalemezzel végzik. Ilyenkor, a kereskedelemben erre a célra kapható platinalemezeket használnak. Ezek felülete érdesített, a minél jobb nedvesíthetőségük érdekében.

## A módszer előnyei
Ha teljes nedvesedést feltételezünk (illeszkedési szög = 0), a Wilhelmy-lemez használatakor nincs szükség korrekciós tényezőkre a felületi feszültségek kiszámításához, nem úgy, mint a du Noüy-gyűrű módszer esetében. Mivel mérés közben a lemezt nem mozdítják el, a Wilhelmy-lemez módszere lehetővé teszi a felületi kinetika pontos meghatározását, széles időskálán, jól reprodukálhatóan, kis hibával. Általában, méréskor a lemezt ráengedik az vizsgált folyadék felületére, amíg az fel nem mászik rá (meniszkusz keletkezik) majd felemelik úgy, hogy a lemez alsó széle a zavartalan távolabbi, vízszintes folyadékfelület felület síkjába (magasságába) kerüljön.
Ha két, egymással nem keveredő folyadék határfelületén mérnek, a felső (kisebb sűrűségű) folyadékot a nagyobb sűrűségű folyadék tetejére juttatják úgy, hogy ne zavarja a meniszkuszt. Az ilyenkor kialakuló egyensúly esetén mérhető erőből meghatározható a folyadékokra az abszolút felületi-, vagy a közöttük fennálló határfelületi feszültség. A nagyobb nedvesített felület esetén a mérést kevesebb hiba terheli, mint egy kicsi nedvesített felülettel végrehajtott méréskor. Ez a mérési módszert számos nemzetközi mérési szabványban is szerepel.

## Fordítás
Ez a szócikk részben vagy egészben  a   Wilhelmy plate című angol Wikipédia-szócikk ezen változatának fordításán alapul.  Az eredeti cikk szerkesztőit annak laptörténete sorolja fel. Ez a jelzés csupán a megfogalmazás eredetét és a szerzői jogokat jelzi, nem szolgál a cikkben szereplő információk forrásmegjelöléseként.